# 迎向未來
「迎向未來」是日本團體I WiSH所發的首張單曲，並成為節目戀愛巴士的主題歌。

## 解說
- 2003年2月14日由SME Records發售。
- 初回壓盤封入了原創標籤。
- 『明日への扉』被選為富士電視台系列節目「戀愛巴士」的主題曲（2002年10月～2003年9月）。單曲發售時電視廣告上的文宣為天使之聲・那個聲音是寶物。
- 現為川嶋愛的相關作品之中銷售量最高的。
- 來電鈴聲&完整來電鈴聲共發佈了30個版本，為全世界最多。且申請過金氏世界紀錄。

## 收錄曲
1. 迎向未來
  - 作詞：ai／作曲：ai／編曲：nao、小澤純
    - 戀愛3部作的第1作。
    - PV為歌曲只唱了一遍，為將原曲中第一次的副歌和最後一次的副歌經過編集而連結起來所製成的較短版本。
    - 2006年2月8日發售的精選輯『BEST WiSHES』（初回限定版）的DVD中收錄了“完整版”。
    - 原曲是以單人歌手川嶋愛名義發表的「旅立ちの日に…」，為畢業歌曲，但因搭配了戀愛巴士主題曲，而調整了歌詞及版權等等。之後原曲的版本也復活了,這首樂曲若算入不同標題同曲的版本的話，共有六個版本。
2. 再一次…(もう一度…)
  - 作詞：ai／作曲：nao／編曲：渡辺善太郎
3. 回不去的過往(帰らぬ日々よ)
  - 作詞：ai／作曲：ai、nao／編曲：家原正樹
4. 迎向未來(Original Karaoke)(明日への扉（オリジナル・カラオケ）)

## 翻唱
1. 迎向未來
富士電視台 戀愛巴士 主題曲
2. 《牵牛花与加濑同学。》主题曲
3. 《擅長捉弄人的高木同學》 劇場版片尾曲

## 關聯項目
- I WiSH
- ReLIFE
- 牵牛花与加濑同学
- 戀愛巴士